# Сіан-Каан (біосферний заповідник)
Біосферний заповідник Сіан-Каан (ісп. Reserva de la Biosfera Sian Ka'an, від юк. Sian Ka'an — «небесне місто», «місто, де народжується небо») — біосферний заповідник у мексиканському штаті Кінтана-Роо. Заповідник розкинувся на узбережжі Карибського моря, на вапняковому ґрунті, де утворилася велика кількість сенотів, і також включає ділянки прибережних рифів та пляжів. На території заповідника також знаходяться 23 археологічні ділянки мая.

## Біологічні види
Окремі біологічні види наявні в Сіан-Каані:
- Alouatta pigra
- Amazona xantholora
- Ardea herodias (велика блакитна чапля)
- Ateles geoffroyi
- Crocodylus acutus (гостромордий крокодил)
- Crocodylus moreletii (центральноамериканський крокодил)
- Ctenosaura similis (чорна ігуана)
- Cuniculus paca (пака низинна)
- Dasyprocta punctata (агуті плямистий)
- Eira barbara (тайра)
- Fregata magnificens (прекрасний фрегат)
- Jabiru mycteria (ябіру)
- Leopardus pardalis (оцелот)
- Leopardus wiedii (леопард марги)
- Meleagris ocellata (індичка плямиста)
- Mycteria americana (міктерія)
- Nasua narica (носуха звичайна)
- Panthera onca (ягуар)
- Pelecanus occidentalis (пелікан бурий)
- Phalacrocorax brasilianus
- Phoenicopterus ruber (американський фламінго)
- Potos flavus (кінкажу)
- Puma concolor (пума)
- Puma yagouaroundi (ягуарунді)
- Ramphastos sulfuratus
- Sarcoramphus papa (королівський гриф)
- Tamandua tetradactyla (тамандуя південна)
- Tapirus bairdii (тапір центральноамериканський)
- Tayassu pecari (пекарі звичайний)

## Галерея

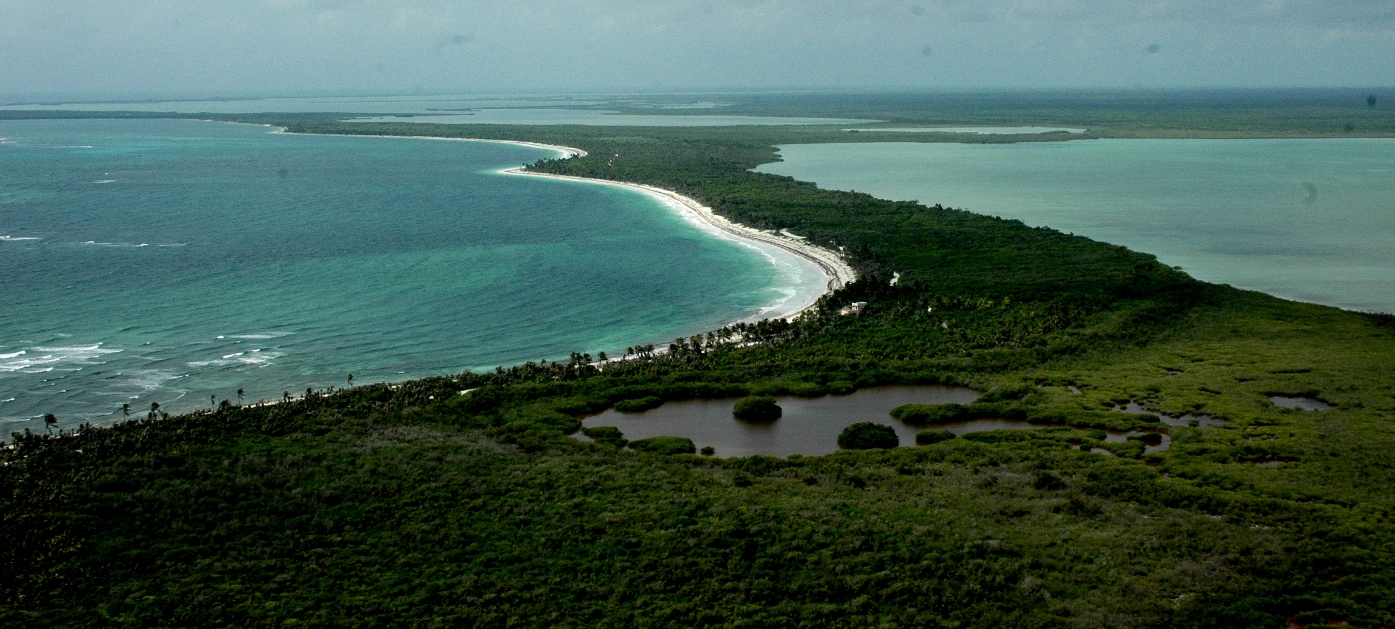
Вид з повітря
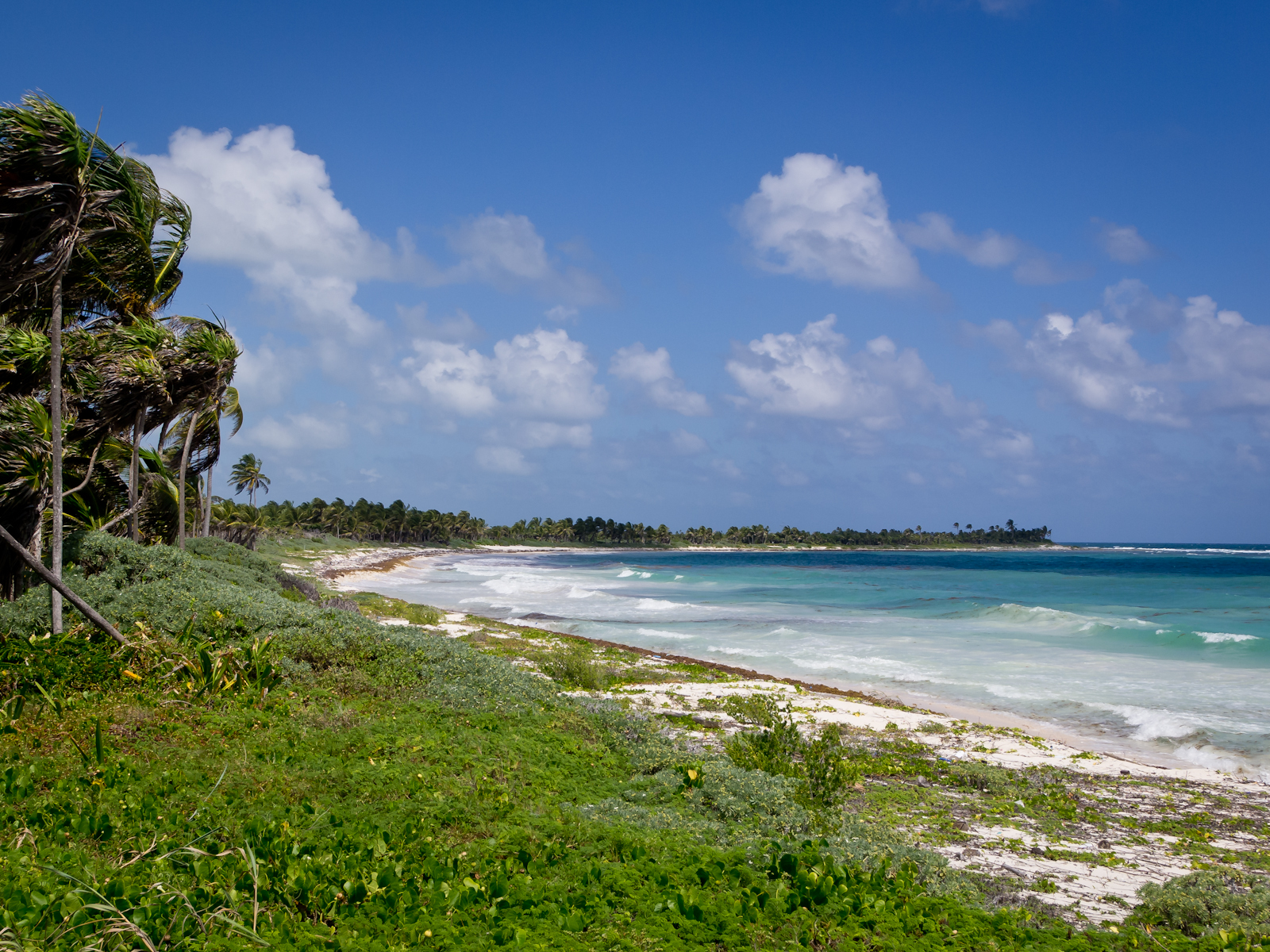
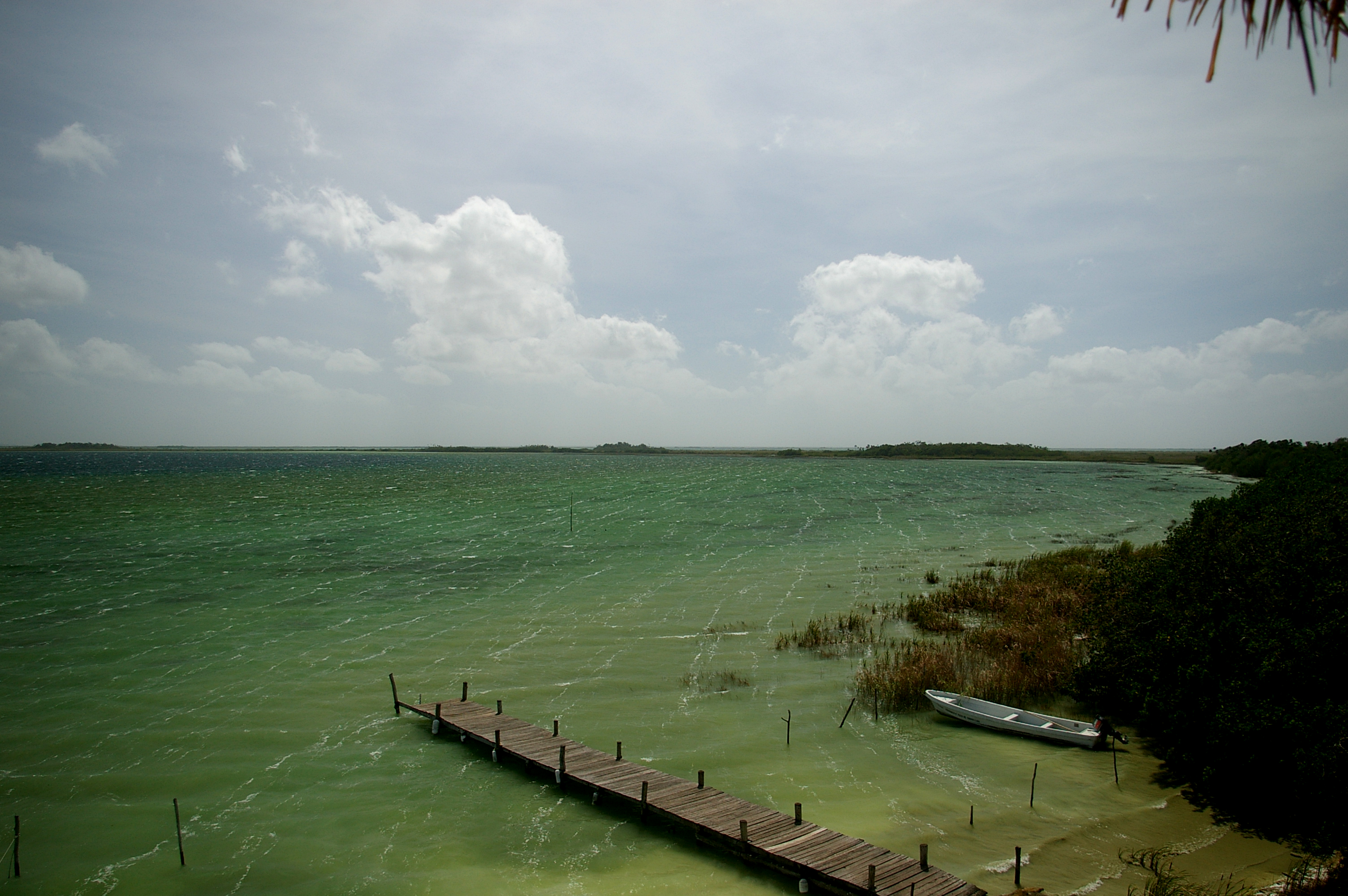
Лагуна Муїл
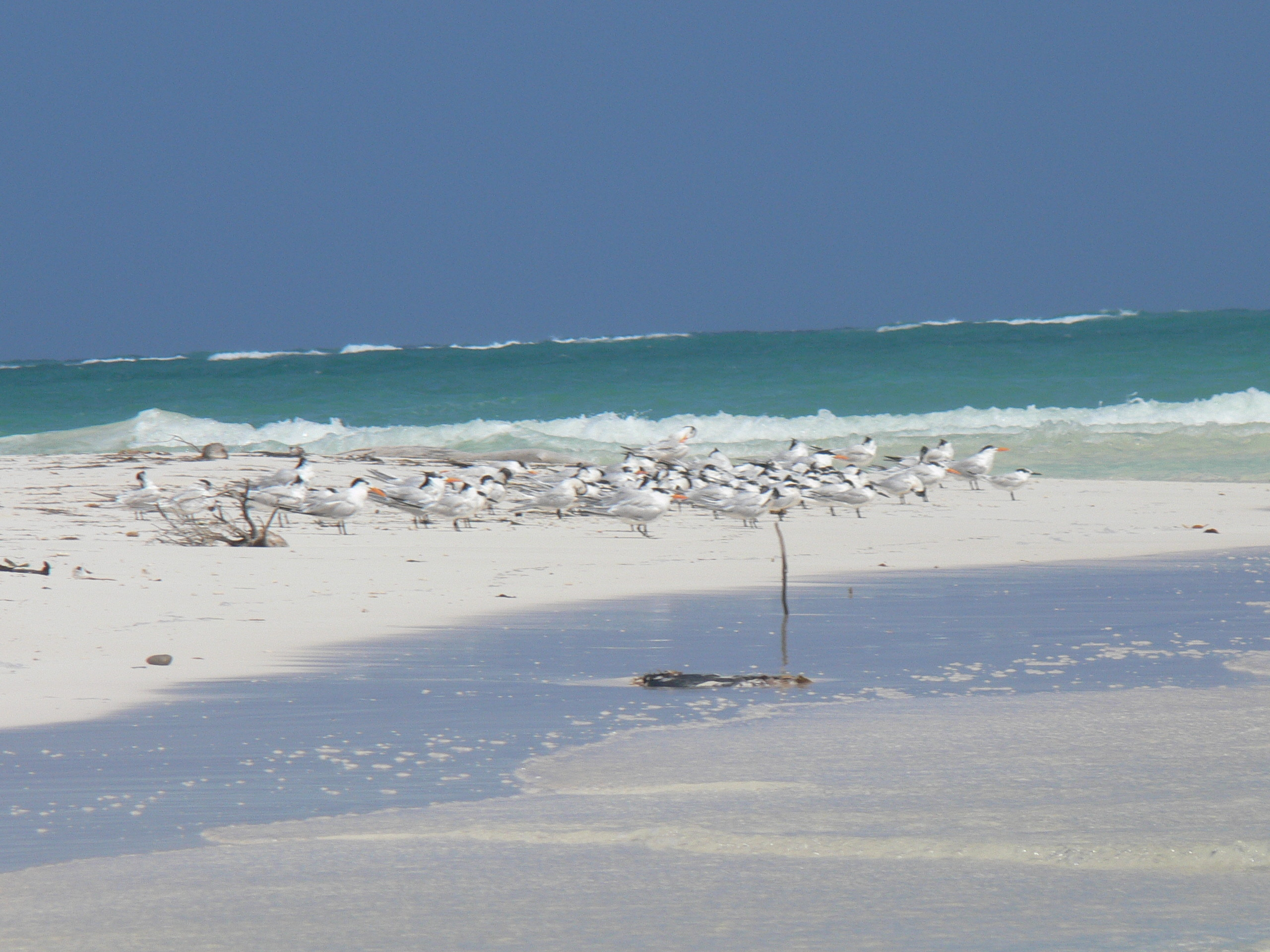
Морські птахи біля Бока Пайла
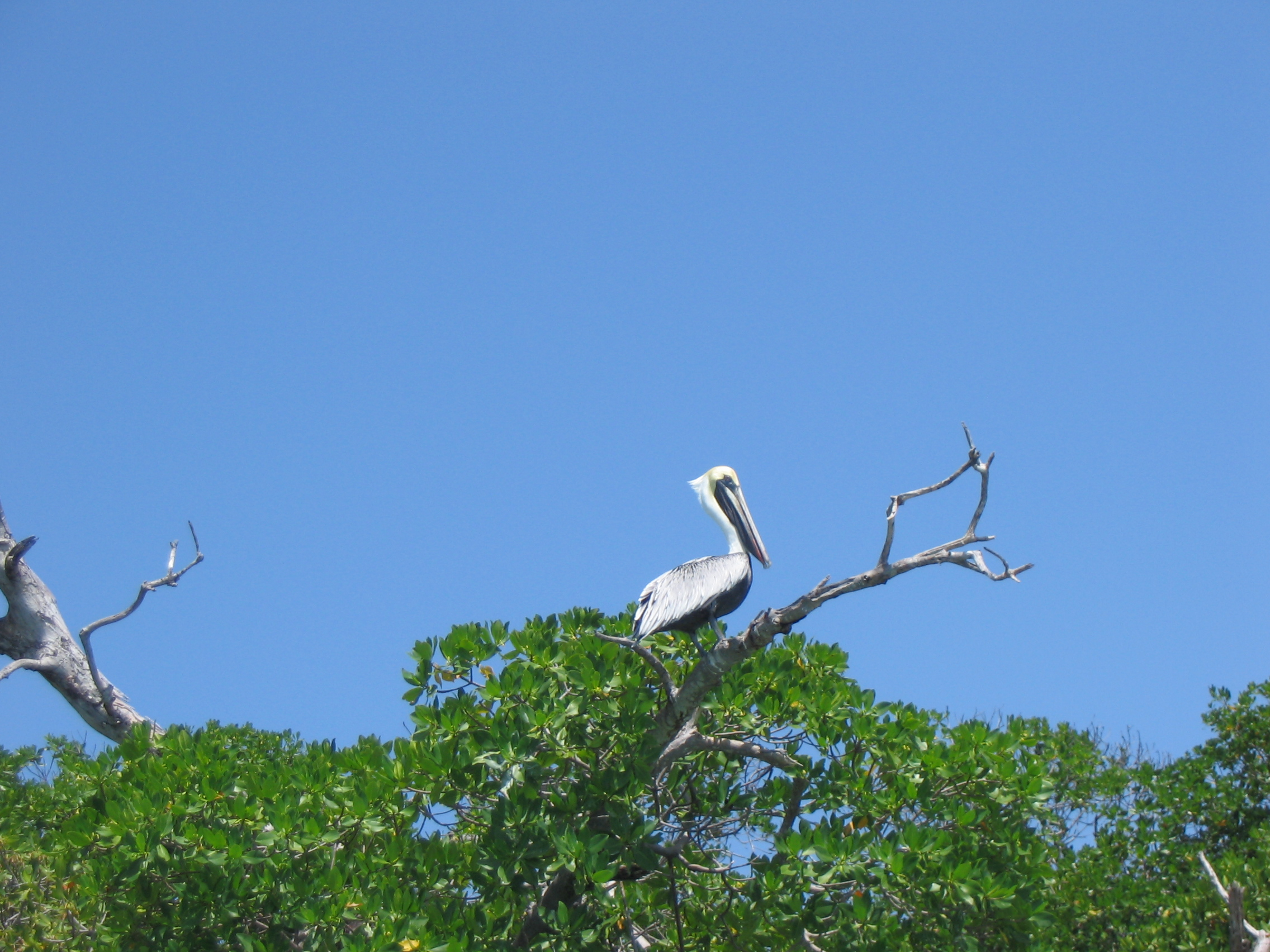
Пелікан
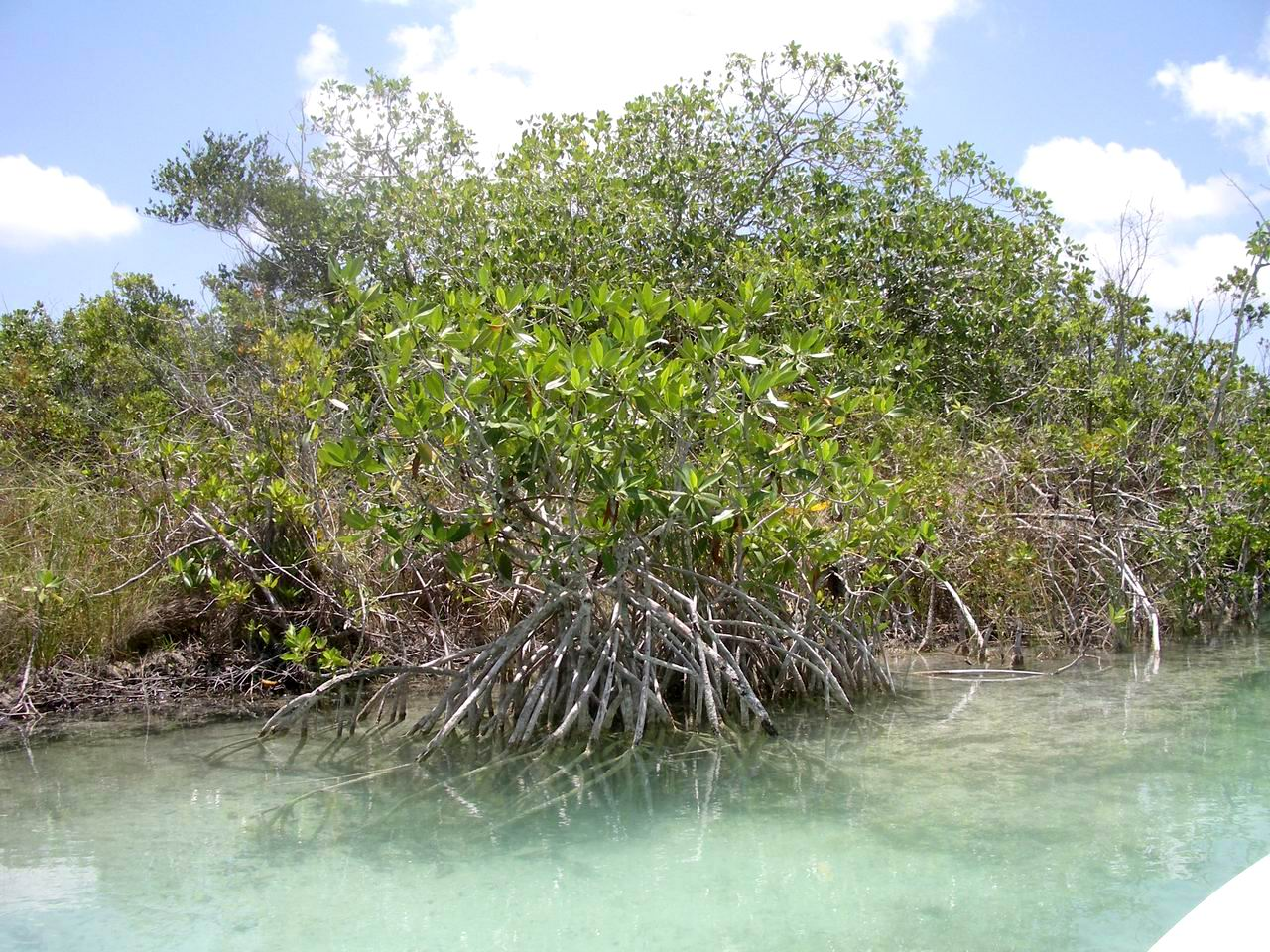
Мангрові
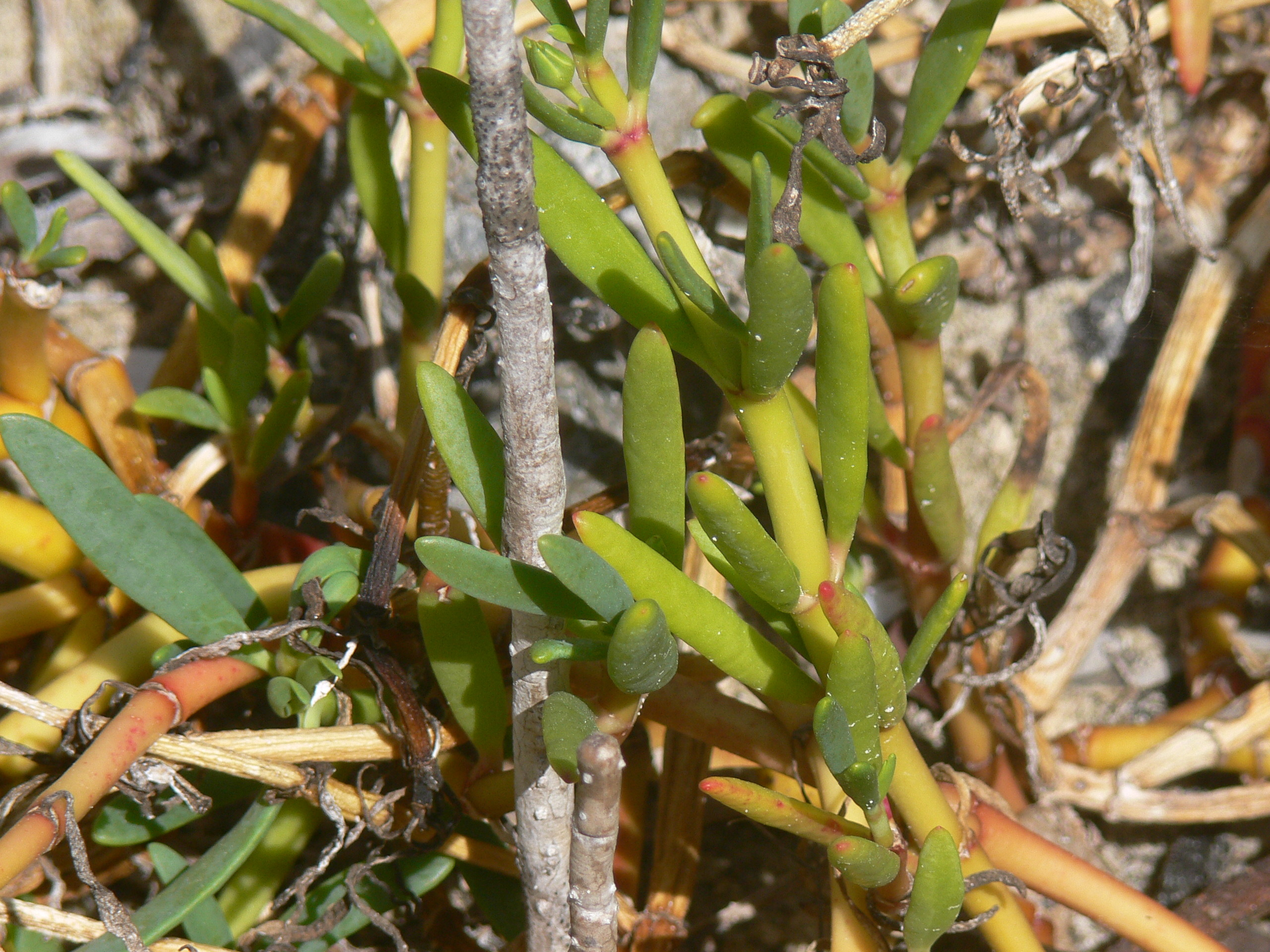
Солонці